# Colourful
Colourful è l'album di debutto del gruppo musicale dance Ti.Pi.Cal., pubblicato nel 1996 dall'etichetta discografica EMI.

## Tracce
1. The Colour Inside
2. Do You Really Want This
3. Illusion
4. Why Me
5. Slow Burn
6. It Hurts
7. I Would Like
8. Round And Around
9. Who Can I Turn To
10. Illusion (Unplugged)